# ハッスル宅配便
『ハッスル宅配便』（ハッスルたくはいびん）は、2007年4月20日から2008年3月21日までチューリップテレビで放送されていた情報番組である。放送時間は毎週金曜 14:55 - 15:30 （日本標準時）。

## 概要
番組自体を宅配便会社に喩えていた情報番組で、レギュラーメンバー全員が宅配便会社の社長と従業員という設定で出演していた。番組タイトルの由来は、まず「ハッスル」が前向きな元気の良さをイメージさせることと、「（情報を）発する」との語呂合わせにもなることから選ばれた。そして、その元気の良い情報を視聴者の下へ届けるという意味から「宅配便」が付け加えられたという。
2007年10月13日から2日間にわたって富山市グランドプラザで開催されたチューリップテレビ感謝祭では、この番組の公開生放送1時間スペシャル『ハッスル宅配便まちなかスペシャル』も併せて行われた（放送日時：2007年10月13日 15:00 - 15:54、ゲスト：中西哲生）。
この番組の終了後、チューリップテレビの情報番組枠は金曜9:55枠へと移り、ここで次の情報番組『プレなび!』がスタートした。金曜14:55枠はその後しばらく再放送枠と化していたが、2009年4月に『プレなび!』が移動してきたことによって情報番組枠へと復帰した。

## 出演者

### 司会
- 牧内直哉（フリーアナウンサー） - 社長役で出演。
- 寺崎春香（当時チューリップテレビアナウンサー） - 社長秘書役で出演。

### リポーター
- 日比あゆみ（当時チューリップテレビアナウンサー） - 「あゆみの出前勝負!」担当のセールスドライバー役で出演。
- 大森華恵（女優） - 「しあわせ宅配便」担当のセールスドライバー役で出演。

## コーナー
ハッスルハンター
視聴者が賞金1万円を引き当てるゲームに挑戦するコーナーで、賞金は「さきちゃんB0X」と「さいたろうくんBOX」のいずれかに入っていた。もし視聴者がハズレを引いて1万円が出なかった場合には賞金はキャリーオーバーとなり、翌週の賞金は2万円となった。応募は携帯電話やパソコンからのほか、ワンセグ用のデータ放送からも可能だった。
あゆみの出前勝負!
日比が富山県内各地へ赴き、現地からの生中継を行っていたコーナー。スタジオでは牧内たちが3つのお題が書かれたルーレットを回して矢を射ち、矢が当たった箇所のお題で日比が対決をした。日比が勝つと貰える視聴者プレゼントの数が増え、負けると数が減るというルールで行われていた。中でも、わさびが大量に入った寿司を混ぜて出される「わさび対決」（わさびが多く入っている寿司を選んで食べた方が負け）が一番辛かったという。
しあわせ宅配便
大森が旬のグルメ情報や旅情報などを伝えていたコーナー。
チャリンコ宅配便
大森が自転車に乗って富山県内各地を旅していたコーナー。
シネマBOX
上映中の注目映画をピックアップし、視聴者が気になる場面を伝えていたコーナー。
情報ダイヤル
週末のイベント情報を伝えていたコーナー。

## テーマ曲
- ハッスル（ヴァン・マッコイ&ザ・ソウル・シティ・シンフォニー） - オープニング・エンディング共通。